# Persicula chrysomelina
Persicula chrysomelina is een slakkensoort uit de familie van de Cystiscidae. De wetenschappelijke naam van de soort is voor het eerst geldig gepubliceerd in 1848 door Redfield.